# Kaitlin Olson
Kaitlin Olson (Tigard, Oregón, 18 de agosto de 1975) es una actriz de cine, televisión, de voz y humorista estadounidense.
Es conocida por interpretar al personaje de Deandra Reynolds en la serie It's Always Sunny in Philadelphia y por ser dobladora de voz en la serie de animación Padre de familia.

## Biografía
Nacida en la ciudad estadounidense Tigard del Estado de Oregón el 18 de agosto de 1975, hija de Donald Lee Olson, editor, y Melinda Leora, enfermera y directora ejecutiva de Earth Mama Angel Baby Organics. Poco después de nacer, Olson se mudó con su familia a Spokane (Washington) y luego a la isla Vashon (Washington), en Puget Sound. Olson vivió allí hasta los ocho años. La familia de Kaitlin regresó a la zona de Portland y se estableció en Tualatin, donde creció en una granja. Su padre trabajó como editor del Portland Tribune de 2000 a 2001.
Desde joven descubrió su pasión por el mundo de la interpretación, la cual se licenció en Arte dramático por la Universidad de Oregón y tras finalizar sus estudios universitarios se trasladó a Los Ángeles (California) para poder dedicarse profesionalmente a su carrera interpretativa.

## Trayectoria
Además de querer trabajar como actriz también a su vez se ha querido dedicarse a ser humorista, ingresando en la escuela del humor The Groundlings en Los Ángeles, de la cual ha llegado a estar de gira junto a otros conocidos humoristas por los Estados Unidos.
También es miembro de la ONG United Service Organizations (USO), con la que ha llegado a hacer espectáculos en países como Bosnia-Herzegovina, Kosovo y Noruega.
En el cine y la televisión debutó en el año 2000, por primera vez en la película Eyes to Heaven y en la serie Curb Your Enthusiasm.
Durante estos años ha apareciddo en numerosas películas, entre las que destacan Coyote Ugly, Weather Girl, Leap Year, The Heat y Buscando a Dory.
Además ha aparecido en numerosas series de televisión, empezando por Curb Your Enthusiasm y, entre otras, The Drew Carey Show (2002-2004), Miss Match (2003), Significant Others, George Lopez (2004), The Sketch Show, It's Always Sunny in Philadelphia y The Riches.
En tanto que actriz de voz, ha doblado series de animación como Padre de familia, Unsupervised y Brickleberry.
Olson apareció en la película de suspenso y comedia negra Arizona (2018) y fue estrella invitada en la serie de comedia laboral de Netflix Space Force (2020). También interpretó a Cricket Melfi en la serie de comedia de Quibi Flipped (2020), que le valió una nominación al Premio Primetime Emmy a la Mejor Actriz en una Serie de Comedia o Drama de Formato Corto. Olson ha sido estrella invitada como Deborah "DJ" Vance Jr. en la serie de comedia dramática de HBO Max Hacks.  Por su actuación en la serie, recibió dos nominaciones al Premio Primetime Emmy a la Mejor Actriz Invitada en una Serie de Comedia , tuvo un papel de voz en la serie animada de Netflix Agent Elvis y protagonizó la película de comedia dramática deportiva Champions. Al año siguiente, apareció en la película de comedia adolescente Incoming.
Olson interpretó el papel protagónico de Morgan Gillory en la serie dramática policial de ABC High Potential en 2024, una nueva versión de la serie franco-belga HPI. También apareció como actriz invitada como Deandra "Sweet Dee" Reynolds en la comedia de ABC Abbott Elementary.

## Vida personal
En septiembre de 2007, el periódico Philadelphia Daily News informó que Kaitlin Olson tenía una relación sentimental con su compañero de trabajo en la serie It's Always Sunny in Philadelphia, el actor estadounidense Rob McElhenney.
Un año más tarde, el día 27 de septiembre de 2008 se casaron en California. Tuvieron a su primer hijo Axel Lee, el 1 de septiembre de 2010 tras ponerse de parto durante el rodaje de la serie pero finalmente dio a luz en el hospital. Su segundo hijo, Leo Grises McElhenney, nació el 5 de abril de 2012.

## Filmografía

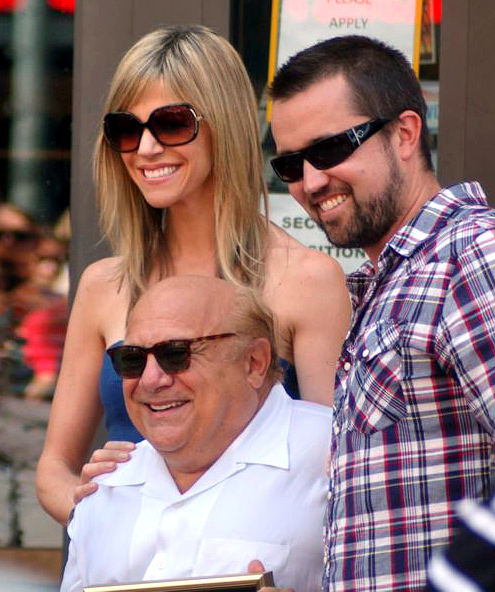
Junto a Danny DeVito (centro) y su marido Rob McElhenney (derecha).

### Cine
| Año  | Título          | Personaje             | Notas        |
| ---- | --------------- | --------------------- | ------------ |
| 2000 | Eyes to Heaven  |                       |              |
| 2000 | Jacks           | Jocelyn               |              |
| 2000 | Coyote Ugly     | Cliente en la subasta |              |
| 2001 | Fugly           |                       | Cortometraje |
| 2002 | Meet the Marks  | Kaitlin Marks         |              |
| 2003 | Scapegoats      | Jeannie               | Cortometraje |
| 2009 | Weather Girl    | Sherry                |              |
| 2010 | Leap Year       | Libby                 |              |
| 2010 | Held Up         |                       |              |
| 2013 | The Heat        | Tatiana               |              |
| 2016 | Buscando a Dory | Destiny               | Voz          |

### Televisión
| Año       | Título                            | Personaje         | Notas        |
| --------- | --------------------------------- | ----------------- | ------------ |
| 2000-2007 | Curb Your Enthusiasm              | Becky             | 6 episodios  |
| 2002-2004 | The Drew Carey Show               | Traylor           | 12 episodios |
| 2003      | Miss Match                        | Jillian           | 1 episodio   |
| 2004      | Significant Others                | Lauren            | Ídem         |
| 2004      | George Lopez                      | Janet             | Ídem         |
| 2005      | The Sketch Show                   |                   |              |
| 2005      | It's Always Sunny in Philadelphia | Deandra Reynolds  | Actualidad   |
| 2006      | Out of Practice                   | Debbie            | 1 episodio   |
| 2007      | The Riches                        | Hartley Underwood | 5 episodios  |
| 2011      | Padre de familia                  | Brenda Quagmire   | Voz          |
| 2012      | Unsupervised                      | Carol/Danielle    | Ídem         |
| 2012      | Brickleberry                      | Ethel             | Ídem         |
| 2017      | The Mick                          | Mickey Murphy     | Principal    |
| 2021      | Hacks                             | DJ                |              |
| 2023      | Champions                         | Alex              | Principal    |
| 2023      | Agent Elvis                       | CeCe Ryder        | 10 episodios |
| 2024      | High Potential                    | Morgan            | Principal    |